# Мбе Со, Лоик
Лои́к Мбе Со (фр. Loïc Mbe Soh; род. 13 июня 2001, Суза Гаре, Камерун) — французский футболист, защитник клуба «Беерсхот».

## Карьера
Лоик Мбе Со начинал заниматься футболом в командах «Понтуасьен» и «Корбевуа». В 2013 году попал в футбольную академию «Пари Сен-Жермен». В сезоне 2017/18 защитник выступал за ПСЖ в Юношеской лиге УЕФА. На счету футболиста 7 матчей и забитый гол в ворота «Селтика».
11 мая 2019 года в матче против «Анже» Мбе Со дебютировал за парижский клуб в чемпионате Франции, отыграв 90 минут. По итогам сезона 2018/19 защитник сыграл 2 матча в чемпионате страны.
1 сентября 2023 года перешёл на правах аренды в нидерландский «Алмере Сити».

## Достижения
«Пари Сен-Жермен»
- Чемпион Франции: 2018/19